# ليو كاربنتر (لاعب كرة قاعدة)
ليو كاربنتر (بالإنجليزية: Lew Carpenter)‏ هو لاعب كرة قدم أمريكية أمريكي، ولد في 12 يناير 1932 في هياتي في الولايات المتحدة، وتوفي في 14 نوفمبر 2010 في نيو براونفيلز في الولايات المتحدة.

## وصلات خارجية
- ليو كاربنتر على موقع مرجع كرة القدم المحترفة.كوم (الإنجليزية)